# دالتون كاسل
دالتون كاسل (بالإنجليزية: Dalton Castle) هو مقدم برامج إذاعية وصحفي أمريكي، ولد في 4 مارس 1986 في ألباني في الولايات المتحدة.

## وصلات خارجية
- دالتون كاسل على موقع WrestlingData.com (الإنجليزية)
- دالتون كاسل على موقع CageMatch worker (الإنجليزية)
- دالتون كاسل على موقع قاعدة بيانات المصارعة على الإنترنت (الإنجليزية)
- دالتون كاسل على موقع عالم المصارعة على الإنترنت (الإنجليزية)
- دالتون كاسل على موقع عالم المصارعة على الإنترنت (الإنجليزية)
- دالتون كاسل على موقع IMDb (الإنجليزية)
- دالتون كاسل على موقع قاعدة بيانات الفيلم (الإنجليزية)